# Sign of the Times (Harry Styles)
Sign of the Times è un singolo del cantante britannico Harry Styles, pubblicato il 7 aprile 2017 come primo estratto dal primo album in studio Harry Styles.

## Descrizione
La canzone è una power ballad al pianoforte con sonorità pop rock, soft rock e glam rock. Secondo i critici, il brano presenta influenze relative a David Bowie e la scena rock britannica degli anni settanta.

## Accoglienza
La rivista statunitense Billboard ha eletto Sign of the Times come miglior brano rock del 2017.
Nel 2021 la rivista Rolling Stone ha inserito il brano al 428º posto della sua classifica delle 500 migliori canzoni di tutti i tempi. Lo stesso periodico, inoltre, già nel 2018 aveva messo il brano alla 49ª posizione nella classifica delle canzoni migliori del secolo fino a quel momento.

## Video musicale
Il video musicale è stato diretto da Woodkid e reso disponibile l'8 maggio 2017. Il video mostra Styles mentre esegue il brano in un prato e comincia a librare in cielo, camminando sull'acqua. È stato girato presso l'isola di Skye in Scozia. Durante le riprese Styles è stato sollevato ad un'altezza di oltre 300 metri tramite il gancio di un elicottero. Per rendere l'effetto del volo non è stato utilizzato alcun effetto in CGI o green screen. In alcune scene il cantante è stato sostituito da uno stuntman.

## Tracce
Testi e musiche di Alex Salibian, Jeff Bhasker, Harry Styles, Tyler Johnson, Ryan Nasci e Mitch Rowland.
Download digitale
1. Sign of the Times – 5:40

7"
- Lato A

1. Sign of the Times – 5:40

- Lato B

1. From the Dining Table – 3:31

## Formazione
Musicisti
- Harry Styles – voce
- Mitch Rowland – chitarra, batteria
- Ryan Nasci – basso
- Jeff Bhasker – pianoforte, tastiera, lap steel guitar

Produzione
- Jeff Bhasker – produzione, produzione esecutiva
- Ryan Nasci – registrazione
- Mark "Spike" Stent – missaggio
- Matt Dyson – assistenza al missaggio
- Chris Gehringer – mastering

## Classifiche

### Classifiche settimanali
| Classifica (2017) | Posizione massima |
| ----------------- | ----------------- |
| Australia         | 1                 |
| Austria           | 2                 |
| Belgio (Fiandre)  | 8                 |
| Belgio (Vallonia) | 4                 |
| Canada            | 6                 |
| Danimarca         | 20                |
| Francia           | 3                 |
| Germania          | 20                |
| Irlanda           | 6                 |
| Italia            | 9                 |
| Lussemburgo       | 2                 |
| Norvegia          | 20                |
| Nuova Zelanda     | 6                 |
| Paesi Bassi       | 26                |
| Regno Unito       | 1                 |
| Spagna            | 4                 |
| Stati Uniti       | 4                 |
| Svezia            | 15                |
| Svizzera          | 4                 |

### Classifiche di fine anno
| Classifica (2017) | Posizione |
| ----------------- | --------- |
| Islanda           | 21        |